# 蘇州地下鉄
蘇州地下鉄（そしゅうちかてつ、繁体字: 蘇州地鐵、簡体字: 苏州地铁、英文表記: Suzhou Metro）は、中国江蘇省蘇州市の地下鉄である。

## 歴史
- 2002年5月 蘇州軌道交通有限公司設立。
- 2007年2月 国務院が建設を批准。
- 2007年12月26日 1号線が着工される。
- 2009年12月25日 2号線が着工される。
- 2012年4月9日 1号線の市民への試運転試乗を開始。
- 2012年4月28日 1号線が正式開通。
- 2013年12月9日 2号線の市民への試運転試乗を開始。
- 2013年12月28日 2号線が正式開通。
- 2017年3月25日 4号線の市民への試運転試乗を開始。
- 2017年4月15日 4号線が正式開通。
- 2019年12月25日 3号線が正式開通[1]。
- 2025年3月25日：改組により社名を以前の蘇州軌道交通から現在の「蘇州地下鉄」に改称する[2]

## 概要
南京に続いて、江蘇省内では2番目に開通した地下鉄網である。
現在は9路線が開通し、地下鉄は全275駅、総延長は237kmに及ぶ。
計画では、地下鉄全20路線、総延長は約800kmとなり、その他市域鉄道も建設・計画されている。

## 運営中の路線
| 色 | 路線名 | 営業区間               | 駅数 | 営業キロ | 開通日                                      | 編成両数 | 車両製造所   |
| -- | ------ | ---------------------- | ---- | -------- | ------------------------------------------- | -------- | ------------ |
|    | 1号線  | 木瀆- 鍾南街           | 24駅 | 25.7km   | 2012年4月28日                               | 4両      | 中車南京浦鎮 |
|    | 2号線  | 桑田島- 騎河           | 35駅 | 42km     | 2013年12月28日                              | 5両      | 中車南京浦鎮 |
|    | 3号線  | 蘇州新区火車駅- 唯亭   | 37駅 | 45.2km   | 2019年12月25日                              | 6両      | 中車南京浦鎮 |
|    | 4号線  | 龍道浜- 同里           | 31駅 | 42km     | 2017年4月15日                               | 6両      | 中車南京浦鎮 |
|    | 5号線  | 太湖香山- 陽澄湖南     | 34駅 | 44.1km   | 2021年6月29日                               | 6両      | 中車南京浦鎮 |
|    | 6号線  | 蘇州新区火車駅- 新慶路 | 31駅 | 36.12km  | 2024年6月29日                               | 6両      | 中車南京浦鎮 |
|    | 7号線  | 莫陽- 紅荘             | 28駅 | 35.2km   | 2017年4月5日（4号線支線として開業した日付） | 6両      | 中車南京浦鎮 |
|    | 8号線  | 西津橋- 新平街         | 28駅 | 35.5km   | 2024年9月10日                               | 6両      | 中車南京浦鎮 |
|    | 11号線 | 唯亭- 花橋             | 28駅 | 41.27km  | 2023年6月24日                               | 6両      | 中車南京浦鎮 |

### 1号線
1号線本線は2012年4月28日より運営開始。西より呉中区の木瀆駅から、高新区、姑蘇区、工業園区を通い、東は鍾南街駅まで、全長25.7km、駅数は24駅、全線所要時間は概ね48分間。獅子山駅と東方之門駅で1号線と、広済南路駅で2号線と、楽橋駅で4号線と乗り換えできる。車両は2018年末まで中車南京浦鎮に製造されるB型車両の4両編成47本で運用。2020年4月末の時点まで一日当たり輸送人員は30万人、1キロあたりの輸送人員は1.16万人である。特に2019年5月2日の利用客数は52.7万人となり、1号線開業以来単日最高となった。

### 2号線
2号線一期目は2013年12月28日より運営が開始し、さらに2016年9月24日より二期目が運営開始。北は相城区の騎河駅から、途中姑蘇区、呉中区を通い、東南は工業園区の桑田島駅まで、全長42km、駅数は35駅、全線所要時間はおよそ45分間。広済南路駅で1号線と、盤蠡路駅で3号線と、蘇州駅と石湖東路で4号線と乗り換えできる。車両は2018年末まで中車南京浦鎮に製造されるB型車両の5両編成40本で運用。設計上の最高速度は80km/h。2019年12月末の時点まで一日当たり輸送人員は31万人、1キロあたりの輸送人員は0.74万人である。特に2019年5月1日の利用客数は50.7万人となり、1号線開業以来単日最高となった。

### 3号線
3号線本線は2019年12月25日より運営が開始。西は蘇州新区火車駅から、途中姑蘇区、呉中区を通い、東は工業園区の唯亭駅まで、全長45.2km、駅数は37駅、全線所要時間はおよそ80分間。東方之門駅と獅子山駅で1号線と、盤蠡路駅で2号線と、宝帯路で4号線と乗り換えできる。車両は2018年末まで中車南京浦鎮に製造されるB型車両の6両編成50本で運用。設計上の最高速度は80km/h。2020年4月末の時点まで一日当たり輸送人員は6.5万人、1キロあたりの輸送人員は0.41万人である。特に2020年1月1日の利用客数は18.6万人となり、3号線開業以来単日最高となった。

## 事業中の路線
| 色 | 路線名 | 工事名 | 工事区間      | 駅数 | キロ程  | 着工           | 開通予定 | 可決文書 |
| -- | ------ | ------ | ------------- | ---- | ------- | -------------- | -------- | -------- |
|    | 10号線 | 本線   | 金港-水郷客庁 | 36駅 | 90.34km | 2023年01月02日 | 2028年   |          |

## 計画中の路線
| 色 | 路線名 | 工事名     | 区間                        | キロ程 | 進捗状況 | 可決文書                                              |
| -- | ------ | ---------- | --------------------------- | ------ | -------- | ----------------------------------------------------- |
|    | 1号線  | 東延伸路線 | 鍾南街 - 界浦路             |        | 計画     |                                                       |
|    | 2号線  | 北延伸路線 | 愛格豪路- 騎河              | 4.72km | 可決     | 『蘇州市城市軌道交通第三期建設規画調整(2021～2026)』  |
|    | 4号線  | 北延伸路線 | 龍道浜- 龍道浜              | 7.42km | 可決     | 『蘇州市城市軌道交通第三期建設規画調整(2021～2026)』  |
|    | 7号線  | 北延伸路線 | 莫陽- 春豊路                | 7.44km | 可決     | 『蘇州市城市軌道交通第三期建設規画調整(2021～2026)』  |
|    | 9号線  | 本線       | 繍品街 - 勝浦路             | 47.6km | 計画     |                                                       |
|    | 機場線 | 本線       | 蘇州新区 - 蘇南碩放国際機場 |        | 計画可決 | 『江蘇省沿江都市群城際軌道交通ネット規画(2012-2020)』 |

## 運賃
2019年12月25日、揚子江デルタの10都市（上海、南京、杭州、蘇州、無錫、常州、徐州、寧波、温州、合肥）枠内の都市間交通系電子マネー互認制度が開始。指定される情報を登録したアプリで、QRコードを自動改札機に直接タッチして乗車できるようになった。
| キロ程    | 切符利用運賃（元） |
| --------- | ------------------ |
| 初乗り6km | 2                  |
| 6 – 11km  | 3                  |
| 11– 16km  | 4                  |
| 16 – 23km | 5                  |
| 23 – 30km | 6                  |
| 30km以上  | 1元/9kmを追加      |

## 利用状況
- 近年の路線別乗車人員は以下のとおりである。

| 年度   | 1号線 | 2号線 | 3号線 | 4号線 | 総計    |
| ------ | ----- | ----- | ----- | ----- | ------- |
| 2012年 |       | -     | -     | -     | 2594.8  |
| 2013年 |       |       | -     | -     | 4875.4  |
| 2014年 |       |       | -     | -     | 11626.8 |
| 2015年 |       |       | -     | -     | 13633   |
| 2016年 |       |       | -     | -     | 14850.7 |
| 2017年 |       |       | -     |       | 24569.6 |
| 2018年 |       |       | -     |       | 32414   |
| 2019年 |       |       |       |       | 36168   |
| 2020年 |       |       |       |       |         |